# Palmipède
Ce taxon est aujourd'hui obsolète. Dénomination actuelle : Anseriformes.
Ordre
Synonymes
- Natatores

Un palmipède est un oiseau aux pieds palmés. Ce terme a été abandonné dans la taxonomie scientifique moderne mais il reste d'usage courant pour désigner les cygnes, oies et canards, c'est-à-dire les anseriformes. Le terme palmipède est attesté dans Nature des oyseaux  de Pierre Belon, classification parue en 1555. Il a été repris par la classification de Sharpe, à la fin du XIXe siècle.

## La classification de Cuvier
Du point de vue systématique, les Palmipèdes (ou Palmipedes) sont un des six groupes d'oiseaux définis par Cuvier selon les critères suivants :
- cou plus long que les pattes ;
- pieds palmés, c'est-à-dire qu'une membrane rejoint les doigts entre eux (pas toujours sur toute leur longueur) ;
- plumage enduit d'une sécrétion qui l'imperméabilise.

Les familles sont les suivantes :
- les Plongeurs ou Brachyptères : plongeons, grèbes, guillemots, pingouins, manchots ;
- les Longipennés ou Grands Voiliers : pétrels, albatros, goélands, mouettes, sternes, becs-en-ciseaux ;
- les Totipalmes : pélicans, cormorans, frégates, fous, anhingas, paille-en-queue ;
- les Lamellirostres : canards, oies, cygnes, harles.

Ce groupe regroupe des espèces phylogénétiquement éloignées, les caractères partagés correspondant à des convergences liées au mode de vie aquatique.